# Božidara Turzonovová

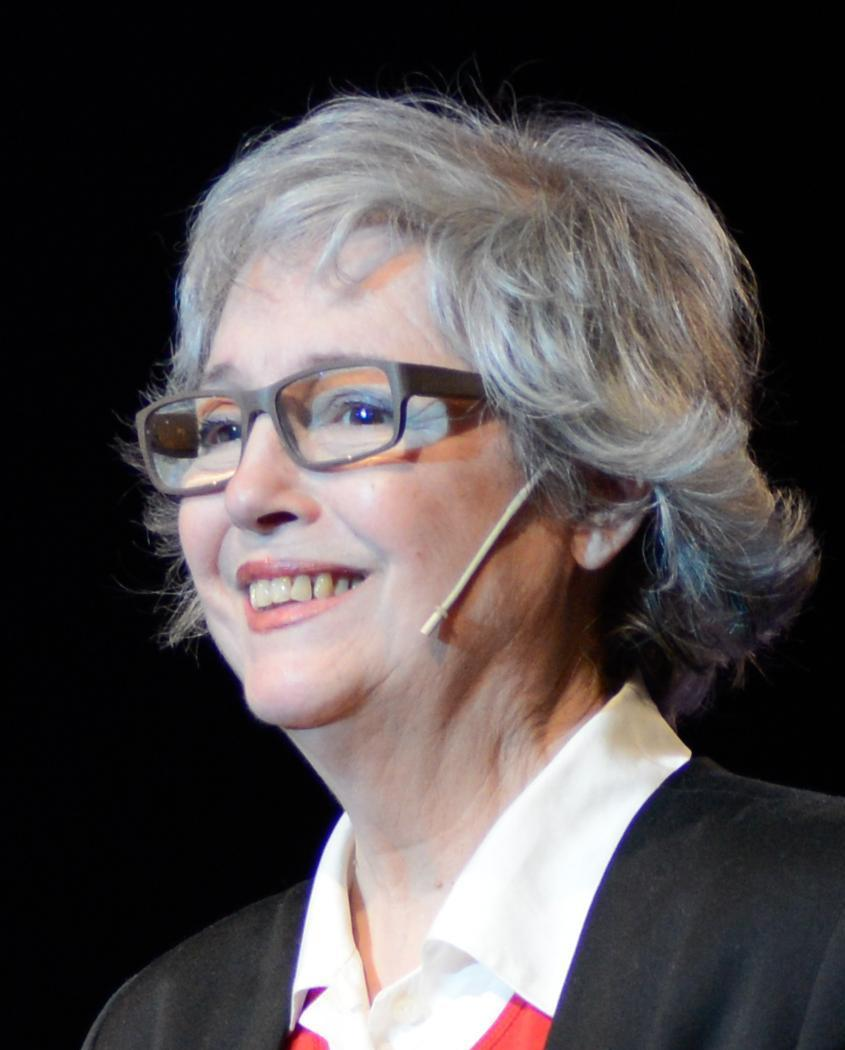
Božidara Turzonovová im Jahr 2013

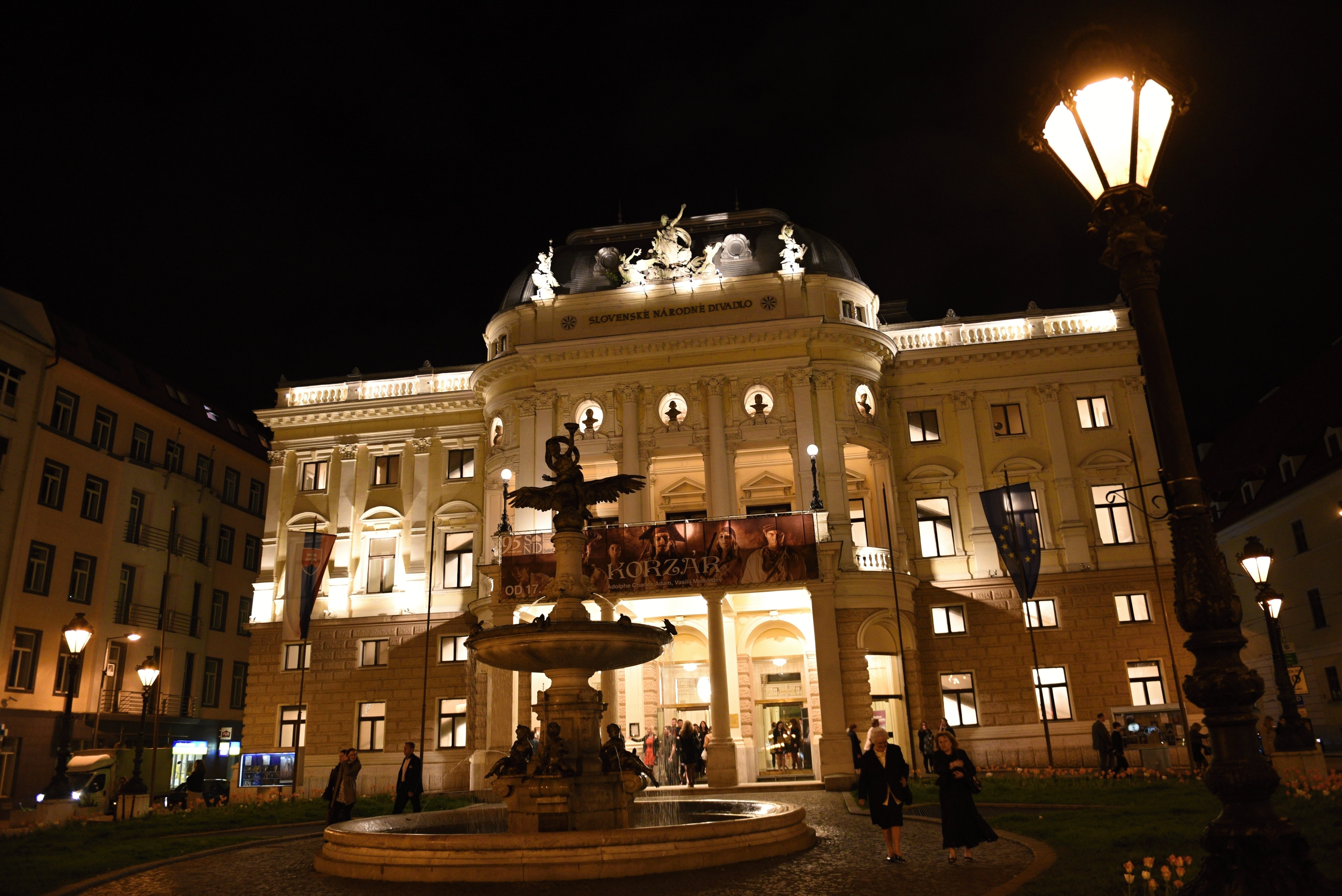
Hauptwirkungsstätte von Božidara Turzonovová: das Slowakische Nationaltheater

Božidara Turzonovová (* 28. Mai 1942 in Sofia, Bulgarien) ist eine tschechoslowakische und slowakische Schauspielerin und Synchronsprecherin.

## Leben
Božidara Turzonovová wurde 1942 in der bulgarischen Hauptstadt Sofia geboren, als Tochter einer Serbin und eines Mazedoniers. Sie wuchs allerdings seit ihrer Kindheit in der Slowakei auf. Sie interessierte sich für die Schauspielerei und nahm an Theater- und Kinderradiogruppen teil. Sie spielte Klavier und ging an die Hochschule für Musische Künste Bratislava (VŠMU), wo sie 1963 ihren Abschluss machte. Sofort danach trat sie dem Ensemble des Slowakischen Nationaltheaters bei, dem sie zeit ihrer Karriere treu blieb.
In den 1960er Jahren spielte sie viel Theater und galt als sehr talentiert, Filmrollen blieben jedoch aus. In Fernsehproduktionen trat sie hingehen wiederholt auf. Erst mit der Hauptrolle in Jirí Krejcíks erfolgreichem Film Trügerische Liebesspiele (im Original Hry lásky sálivé) erfolgte 1971 ihr Debüt auf der Kinoleinwand. In den 1970er spielte sie in mehr als 140 Fernseh- und Kinofilmen mit, dazu zählen unter anderem Aktion Bororo, Bozská Ema, Bourlivé víno, Die traurige Nixe oder Eine Geschichte von Liebe und Ehre. Im Theater spielte sie in einem Musical auf, regelmäßig übernahm sie Rollen im slowakischen Fernsehen.
In den 1980er Jahren setzte sie ihre Filmkarriere fort, so in den Fortsetzungen von Bourlivé víno und in den erfolgreichen, ansonsten aber mittelmäßigen Komödien von Václav Vorlíček spielte sie die Bordellbesitzerin Madam Gábi Stolarová. Im Fernsehen trat sie in der Serie Zivot bez konca auf und in dem Film A co ja, milácik?, in dem sie an der Seite von Martin Huba spielte. In der aufwändig produzierten DDR-Filmreihe Sachsens Glanz und Preußens Gloria stellte sie die Gräfin Henriette Amalie Reuß dar. In den 1990er Jahren spielte sie in Jiří Weiss’ Film Marta und ich und wurde von Martin Šulík in dem Film Orbis Pictus besetzt. Für ihre Rolle in diesem Film wurde sie 1999 für den Český lev („Böhmischer Löwe“) als Beste Nebendarstellerin nominiert. Die Anzahl und die Bedeutung der Filmrollen nahmen in diesem Jahrzehnt ab, die Arbeit verlagerte sich wieder vermehrt aufs Theater, in Aufführungen am Slowakischen Nationaltheater und als Gast am Andrej-Bagar-Theater in Nitra.
2007 wurde sie mit dem Pribina-Kreuz der zweiten Klasse für bedeutende Beiträge zur kulturellen Entwicklung der Slowakischen Republik ausgezeichnet und erhielt für ihr Lebenswerk den Preis des Literaturfonds. Sie war die erste Dekanin der Fakultät für Dramatische Künste in Banská Bystrica und hat dort eine Universitätsprofessur. Sie ist Ehrendirektorin des internationalen Filmfestivals Cinematik Piešt'any und gilt als hoch angesehene slowakische Schauspielerin. Sie arbeitete viel als Synchronsprecherin und erhielt hierfür die Auszeichnung Goldener Slúčka.
Turzonovová war mit ihrem Schauspielkollegen Jozef Adamovič (1939–2013), bis zu dessen Tod verheiratet. Aus dieser Ehe stammen zwei Kinder, sie ist mehrfache Großmutter.

## Filmografie
- 1977: Trügerische Liebesspiele (Hry lásky sálivé)
- 1973: Aktion Bororo (Akce Bororo)
- 1976: Bouřlivě víno
- 1977: Die traurige Nixe (Rusalka)
- 1978: Eine Geschichte von Liebe und Ehre (Příběh lásky a čti)
- 1979: Božská Ema
- 1982: Život bez konca
- 1986: A čo ja, miláčik?
- 1987: Sachsens Glanz und Preußens Gloria
- 1991: Martha und ich (Martha et moi)
- 1997: Orbis Pictus